# Экологическая вахта по Северному Кавказу
«Экологическая вахта по Северному Кавказу» (англ. Environmental Watch on North Caucasus, сокращённо — ЭВСК) — межрегиональная природоохранная и правозащитная некоммерческая организация. Осуществляет свою деятельность на территории Краснодарского края, Адыгеи, Ростовской области, Ставропольского края, Карачаево-Черкесии и Кабардино-Балкарии. Наиболее активная деятельность осуществляется на территории Краснодарского края и Республики Адыгея, где проживает большая часть активистов организации.
Юридическое название — Межрегиональная природоохранная и правозащитная общественная организация (МОО) «Экологическая Вахта по Северному Кавказу». В первые годы деятельности организация действовала под следующими названиями: Эколого-коммунитарное объединение «Атши», «Независимая экологическая служба по Северо-Западному Кавказу», в дальнейшем — «Независимая экологическая служба по Северному Кавказу», «Независимая экологическая вахта по Северному Кавказу». Название «Экологическая вахта по Северному Кавказу» утвердилось с 2004 года, когда организация получила статус юридического лица. Также в период с 1998 по 2004 год организация свою официальную деятельность осуществляла под именем Социально-экологического союза Западного Кавказа.
«Экологическая вахта по Северному Кавказу» является членом международных организаций Международный социально-экологический союз. www.seu.ru. Дата обращения: 7 марта 2020. Архивировано 27 февраля 2020 года., Черноморская сеть НПО — Black Sea NGO Network (BSNN). www.bsnn.org. Дата обращения: 7 марта 2020. Архивировано 31 января 2020 года., Сеть спасения тайги — Taiga Rescue Network (TRN). www.taigarescue.org. Дата обращения: 7 марта 2020. Архивировано 6 апреля 2013 года., Гражданский форум Россия — ЕС. В конце 90-х годов была северо-кавказским крылом радикального экологического движения «Хранители радуги».
Миссией организации является сохранение дикой природы и благоприятной окружающей среды на Северном Кавказе в контексте неразрывной связи экологических проблем Северного Кавказа с экологическими проблемами Черноморского и Каспийского регионов, а также Кавказского экорегиона.
24 ноября 2014 года попала в список некоммерческих организаций, выполняющих функции «иностранного агента».
27 декабря 2017 года официально получено подтверждение от Министерства Юстиции РФ о том, что Экологическая вахта по Северному Кавказу исключена из реестра некоммерческих организаций, выполняющих функцию иностранного агента.
3 декабря 2022 года В Горячем Ключе сгорел дом экологического активиста Андрея Панюшкина. Из-за пожара Андрей Панюшкин и его семья лишились единственного жилья и всего имущества. 23 декабря 2022 года  ОМВД России по г. Горячий ключ заведено уголовное дело о поджоге, расследование которого было прекращено 18.06.2023 из-за невозможности установить подозреваемых. 25 ноября 2024 года прокуратура Горячего ключа отменила решение о приостановки расследования уголовного дела и направило его на новое расследование.

## Цели организации
1. предотвращение реализации на Северном Кавказе экологически опасных проектов и прекращение экологически опасной деятельности, приводящей к коренному преобразованию дикой природы и ухудшению состояния окружающей среды;
2. снижение уровня негативного воздействия на окружающую среду от реализации экологически опасной деятельности;
3. создание сильного общественного экологического движения на Северном Кавказе;
4. формирование на Северном Кавказе атмосферы общественной обеспокоенности вопросами сохранения благоприятной окружающей среды и дикой природы.

## Задачи и методы деятельности
1. организация и проведение общественных кампаний, акций, инспекций, общественных слушаний и иных мероприятий в защиту благоприятной окружающей среды и дикой природы;
2. координация и содействие деятельности общественного экологического движения в регионе;
3. сбор и систематизация информации по экологическим проблемам;
4. информирование широкой общественности об острых экологических проблемах.

## Общественные кампании в защиту окружающей среды
Активистами «Экологической вахты по Северному Кавказу» осуществлено большое количество общественных кампаний по защите окружающей среды:
1. в защиту дикой природы Сочинского национального парка (1997);
2. против реализации проекта Каспийского Трубопроводного Консорциума (КТК) (1997, 2001);
3. в защиту дикой природы района горы Большой Тхач (1997);
4. против строительства дороги Лагонаки-Дагомыс (1999);
5. за соблюдение экологических требований при строительстве газопровода «Голубой поток» (в защиту дикой природы памятника природы "Урочище сосны крымской «Архипо-Осиповское») (2001)
6. в защиту самшитовых лесов долины реки Цице (2002);
7. против строительства терминала по перевалке аммиака на Таманском полуострове (2002, 2001);
8. в защиту дикой природы района посёлка Мезмай (2004, 2005);
9. против строительства дороги Черниговское-Лунная Поляна (2007, 2008).

В настоящее время «Экологическая вахта» осуществляет следующие общественные кампании:
1. в защиту объекта Всемирного природного наследия «Западный Кавказ»;
2. в защиту природных комплексов Дельты Кубани.

## Достижения, успехи
1. создание природного парка «Большой Тхач» в Республике Адыгея (1997);
2. предотвращение строительства автодороги Лаго-Наки-Дагомыс через территорию Кавказского заповедника (Майкопский район, Адыгея) (1999);
3. предотвращение выделения кредитов Европейского Банка Реконструкции и Развития (ЕБРР) и Международной Финансовой Корпорации (МФК) на строительство аммиачного терминала на Таманском полуострове (Темрюкский район, Краснодарский край) (2003);
4. предотвращение реализации проекта карьера по добыче доломитов в районе поселка Мезмай (Апшеронский район, Краснодарский край) (2004);
5. восстановление статуса ландшафтного заказника «Черногорье» и прекращение на его территории рубок леса (Апшеронский район, Краснодарский край) (2005);
6. предотвращение реализации проекта карьера по добыче строительного камня на хребте Грузинка (Абинский район, Краснодарский край) (2005);
7. прекращение строительства автомобильной дороги Черниговское — Лунная Поляна по территории объекта Всемирного Наследия «Западный Кавказ» (Майкопский район, Республика Адыгея) (2008);
8. вынос с Грушевого хребта (г. Сочи, район поселка Красная Поляна) двух олимпийских объектов: санно-бобслейной трассы и горной олимпийской деревни (2008);
9. остановка незаконного строительства «противопожарной» дороги на Утрише (г. Анапа, Краснодарский край) (2009);
10. остановка незаконной деятельности завода автоклавного газобетона в станице Саратовской (г. Горячий Ключ, Краснодарский край) (2009).
11. предотвращение продажи обширных территорий в горной части Абинского района в окрестностях станиц Шапсугская и Эриванская под разработку карьеров по добыче мергелей (цементного сырья) (2013)[4]

## Руководящие органы
Деятельностью «Экологической вахты по Северному Кавказу» в период между конференциями помимо координатора и его заместителей, руководит Совет. На последней конференции ЭВСК, состоявшейся 1 марта 2015 г. в Совет были выбраны: Александр Бирюков (Приморско-Ахтарск), Сурен Газарян (Краснодар), Владимир Кимаев (Сочи), Иван Карпенко (Новороссийск), Александр Коровайный (Ейск), Валерий Курлов (Абинск), Юлия Набережная (Сочи), Андрей Рудомаха (Майкоп), Софья Русова (Москва), Татьяна Трибрат (Новороссийск), Игорь Харченко (Краснодар) Дмитрий Шевченко (Краснодар), Алексей Яблоков (Москва).